# Meterkast

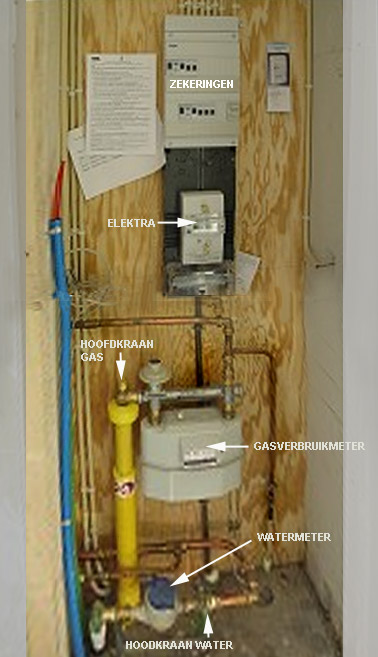
Meterkast

De meterkast is de technische ruimte in een woning/pand waar diverse meters zijn opgesteld. Ook kunnen voor de verschillende leveringen, zoals van gas en elektriciteit, meerdere meterkasten aanwezig zijn. In sommige gebieden is het ook toegestaan om de meterkast voor water of voor gas aan de buitenkant van een woning te plaatsen. In veel woningen zit de watermeter onder de kilowattuurmeter of onder de grond, bij oudere woningen.

## Aansluitingen
In de meterkast kunnen de volgende leveringen binnenkomen:
- Aardgas (gasmeter)
- Drinkwater (watermeter)
- Elektriciteit (kilowattuurmeter), zie ook Elektrotechnische verdeelinrichting
  - Elektrische aarding
- Warmtedistributie / stadsverwarming
- Kabeltelevisie (CAI)
- Telefonie
- Internet

De eerste vier hebben een meter. De laatste twee, antenne en telefoon, kwamen voorheen op een punt in de woonkamer binnen, maar aangezien ook vaak in andere kamers een telefoon- en antenneaansluiting gewenst is, is de meterkast praktischer als centraal punt. Zie paragraaf AOP en ISRA.
Ook een internetaansluiting bevindt zich vaak in de meterkast. Deze is meestal gecombineerd met telefoon- (Asymmetric digital subscriber line (ADSL), coax- of glasvezelkabel.
Aangezien de meterkast de voor de hand liggende plaats is voor een huistelefooncentrale, een antenneversterker, fax en bovendien (voor het computernetwerk) voor een router, switch of draadloos toegangspunt, verder ook voor een printer, nas of zelfs een kleine server, is het gewenst dat er in de meterkast enkele wandcontactdozen zijn. In oudere woningen ontbreken deze vaak, ofschoon er doorgaans al wel een enkele wandcontactdoos aanwezig was voor de transformator van de deurbel.

## Voorschriften

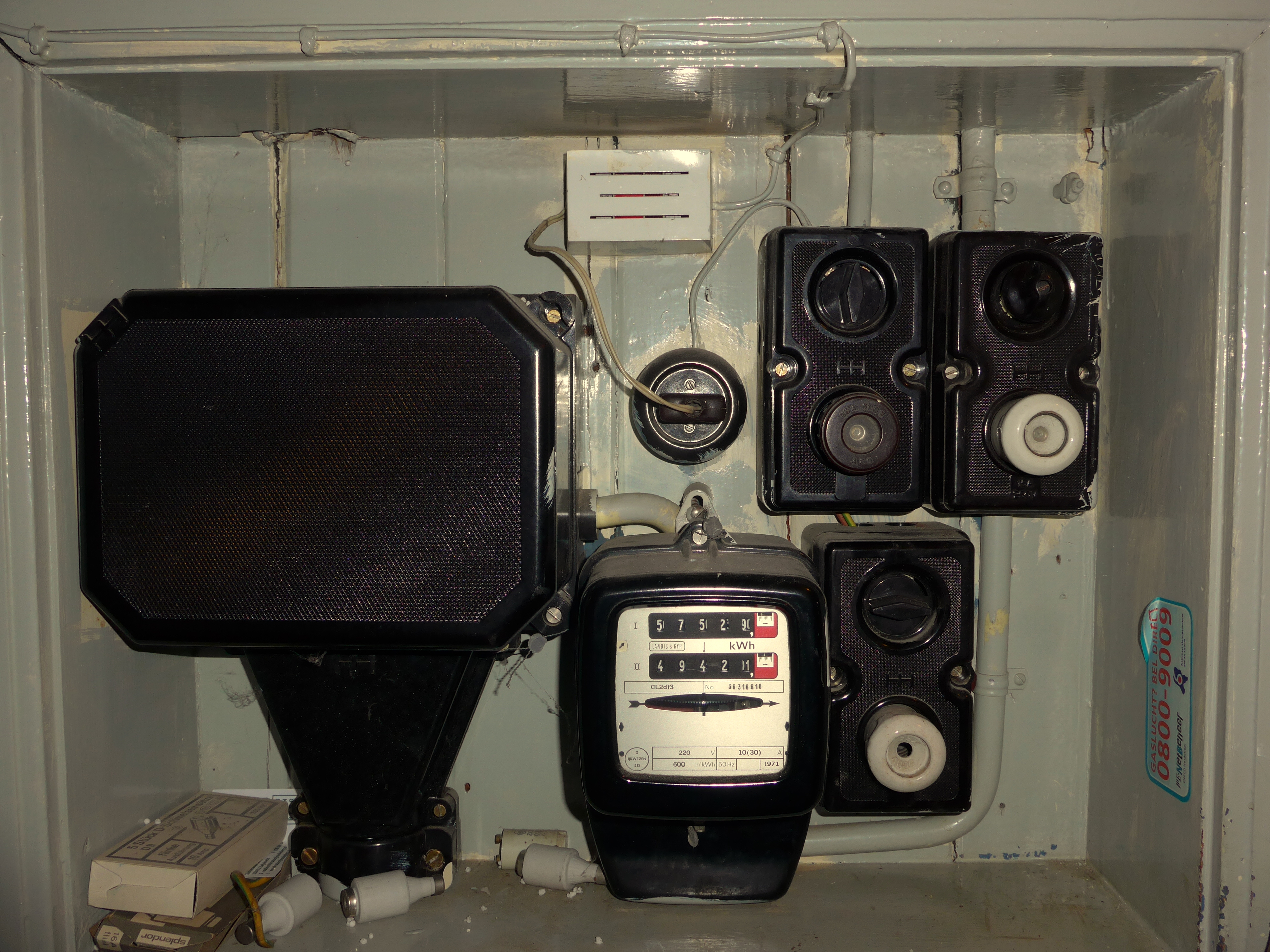
Stoppenkast (1949) verouderd 2016, veel sterk verouderde stoppenkasten worden pas vervangen bij wisseling van huiseigenaar

De meterkast dient toegankelijk te zijn voor het regelmatig uitlezen van de meters en herstellen van stroomtoevoer bij kortsluiting of overbelasting. Het Bouwbesluit (per 1 april 2012) stelt geen (publieksrechtelijke) eisen meer aan de meterruimte. Wel zal de netbeheerder (private) eisen stellen aan de plaats en uitvoering van de meterruimte bij de aanvraag voor aansluitingen.
De meterkast heeft (minimale) standaardafmetingen en moet afsluitbaar zijn. De achterwand van de meterkast moet bestaan uit houtachtig, schroefbaar plaatmateriaal met een dikte van ten minste 18 mm. Doordat de inrichting van een meterkast bepaald is, wordt bij nieuwbouw veelal gebruikgemaakt van een meterkastvloerplaat. Deze vloerplaat is bestemd voor het bevestigen van invoerbochten in meterkasten. De fixeerringen zijn geplaatst volgens een door de nutsbedrijven vastgelegd stramien. De zogenaamde standaard meterkast (voor woningbouw) is gemaakt volgens de NEN 2768 en heeft de afmetingen 2100 × 750 × 310 mm.

## AOP en ISRA
In de meterkast bevindt zich de scheiding tussen de openbare leidingen en de particuliere leidingen. Het scheidingspunt is soms een verzegeld kastje.
Bij de elektriciteitskabel is de kWh-meter het scheidingspunt. De meter is altijd verzegeld.
Bij de coaxkabel spreekt men van abonnee-overnamepunt (AOP). De leiding van de straat naar het AOP, en het AOP zelf, vallen onder verantwoordelijkheid van het nutsbedrijf. De leidingen vanaf het AOP vallen onder verantwoordelijkheid van de bewoner.
Bij een telefoonaansluiting spreekt men van ISRA. In de ISRA komen normaliter koperverbindingen binnen van de telecommaatschappij.
Bij een glasvezelaansluiting is er een Fiber termination unit aanwezig.

## Ander gebruik
De meterkast wordt in veel huishoudens gebruikt als opslagruimte voor bijvoorbeeld paraplu's, bezems en de stofzuiger. In sommige huizen wordt de kast dan ook bezemkast genoemd. Als er in een meterkast te veel spullen staan, kan de warmte van de apparatuur slecht weg, waardoor brand kan ontstaan.